# Vedat Albayrak
Vedat Albayrak dříve Roman Mustopulos rodným jménem Ivane Revazišvili (2. března 1993) je původem gruzínský zápasník–judista, který od roku 2018 reprezentuje Turecko.

## Sportovní kariéra
Jeho otec je bývalý gruzínský reprezentant v judu Giorgi Revazišvili. V roce 2008 se dostal do Řecka v rámci jednoho z posledních gruzínských importů trenéra Nikose Iliadise. Připravoval se a žil nadále v Gruzii. Řecko mu umožnilo vypracovat se v předního evropského sportovce. V roce 2016 se kvalifikoval na olympijské hry v Riu, kde nečekaně vypadl v úvodním kole s Diego Turciosem ze Salvadoru na wazari-ippon. Od roku 2018 reprezentuje Turecko pod novým jménem Vedat Albayrak. Důvodem přestupu byly napjaté vztahy uvnitř řeckého judistického svazu a z toho plynoucí nedostatečné financování pro přípravu. Tureckou reprezentaci navíc vedl od roku 2017 gruzínský trenér Irakli Uznadze.

### Vítězství
- 2014 - 1x světový pohár (Taškent)
- 2018 - 2x světový pohár (Agadir, Antalya)
- 2020 - 1x světový pohár (Budapešť)
- 2021 - 1x světový pohár (Antalya)

## Výsledky
| Olympijské hry     |    |     |     | —   |     |     |     | úč. |   |     |     |    |    |  |  |  |  |  |  |  |  |  |  |  |  |  |  |
| Mistrovství světa  | —  | —   | —   |     | —   | úč. | úč. |     | — | 3.  | úč. |    |    |  |  |  |  |  |  |  |  |  |  |  |  |  |  |
| Evropské hry       |    |     |     |     |     |     | úč. |     |   |     | úč. |    |    |  |  |  |  |  |  |  |  |  |  |  |  |  |  |
| Mistrovství Evropy | —  | —   | úč. | úč. | úč. | 5.  | úč. | úč. | — | úč. | úč. | 7. | 1. |  |  |  |  |  |  |  |  |  |  |  |  |  |  |
| ME do 23 let       | —  | —   | —   | —   | —   | 1.  | —   |     |   |     |     |    |    |  |  |  |  |  |  |  |  |  |  |  |  |  |  |
| MS juniorů         | —  | úč. | úč. |     | 3.  |     |     |     |   |     |     |    |    |  |  |  |  |  |  |  |  |  |  |  |  |  |  |
| ME juniorů         | —  | úč. | —   | úč. | 1.  |     |     |     |   |     |     |    |    |  |  |  |  |  |  |  |  |  |  |  |  |  |  |
| MS dorostenců      | 5. |     |     |     |     |     |     |     |   |     |     |    |    |  |  |  |  |  |  |  |  |  |  |  |  |  |  |
| ME dorostenců      | 5. |     |     |     |     |     |     |     |   |     |     |    |    |  |  |  |  |  |  |  |  |  |  |  |  |  |  |